# Finsch-frankolin
A Finsch-frankolin (Scleroptila finschi) a madarak osztályának tyúkalakúak (Galliformes) rendjébe és a fácánfélék (Phasianidae) családjába tartozó faj.

## Rendszerezése
A fajt José Vicente Barbosa du Bocage portugál zoológus írta le 1881-ben, a Francolinus nembe sorolják Francolinus finschi néven Egyes szervezetek jelenleg is ide sorolják.

## Előfordulása
Angola, a Kongói Demokratikus Köztársaság, a Kongói Köztársaság és Gabon területén honos. Természetes élőhelyi a szubtrópusi és trópusi lombhullató erdők, füves puszták és szavannák. Állandó, nem vonuló faj.

## Megjelenése
Testhossza 34–36 centiméter, testtömege 540–600 gramm.

## Életmódja
Rovarokkal és magvakkal táplálkozik.

## Természetvédelmi helyzete
Az elterjedési területe nagy, egyedszáma viszont ismeretlen. A Természetvédelmi Világszövetség Vörös listáján nem fenyegetett fajként szerepel.

## Külső hivatkozások
- Internet Bird Collection
- Xeno-canto.org - a faj hangja és elterjedési területe